# Gran Premi d'Alemanya del 1977
Resultats del Gran Premi d'Alemanya de Fórmula 1 de la temporada 1977, disputat al circuit de Hockenheimring el 31 de juliol del 1977.

## Resultats
| Pos | No | Pilot              | Equip                | Voltes | Temps/ Retirada       | Pos. de sortida | Punts |
| --- | -- | ------------------ | -------------------- | ------ | --------------------- | --------------- | ----- |
| 1   | 11 | Niki Lauda         | Ferrari              | 47     | 1h 31' 49. 3          | 3               | 9     |
| 2   | 20 | Jody Scheckter     | Wolf - Ford          | 47     | + 14.33 s             | 1               | 6     |
| 3   | 8  | Hans Joachim Stuck | Brabham - Alfa Romeo | 47     | + 20.9 s              | 5               | 4     |
| 4   | 12 | Carlos Reutemann   | Ferrari              | 47     | + 1' 00.27 min.       | 8               | 3     |
| 5   | 19 | Vittorio Brambilla | Surtees - Ford       | 47     | + 1' 27.37 min.       | 10              | 2     |
| 6   | 23 | Patrick Tambay     | Ensign - Ford        | 47     | + 1' 29.81 min.       | 11              | 1     |
| 7   | 18 | Vern Schuppan      | Surtees - Ford       | 46     | + 1 Volta             | 19              |       |
| 8   | 9  | Alex Ribeiro       | March - Ford         | 46     | + 1 Volta             | 20              |       |
| 9   | 3  | Ronnie Peterson    | Tyrrell - Ford       | 42     | Motor                 | 14              |       |
| 10  | 16 | Riccardo Patrese   | Shadow - Ford        | 42     | Rodes                 | 16              |       |
| Ret | 24 | Rupert Keegan      | Hesketh - Ford       | 40     | Accident              | 23              |       |
| Ret | 5  | Mario Andretti     | Lotus - Ford         | 34     | Motor                 | 7               |       |
| Ret | 1  | James Hunt         | McLaren - Ford       | 32     | Bomba del combustible | 4               |       |
| Ret | 6  | Gunnar Nilsson     | Lotus - Ford         | 31     | Motor                 | 9               |       |
| Ret | 2  | Jochen Mass        | McLaren - Ford       | 26     | Caixa canvi           | 13              |       |
| Ret | 4  | Patrick Depailler  | Tyrrell - Ford       | 22     | Motor                 | 15              |       |
| Ret | 26 | Jacques Laffite    | Ligier - Matra       | 21     | Motor                 | 6               |       |
| Ret | 25 | Hector Rebaque     | Hesketh - Ford       | 20     | Motor                 | 24              |       |
| Ret | 30 | Brett Lunger       | McLaren - Ford       | 14     | Accident              | 21              |       |
| Ret | 10 | Ian Scheckter      | March - Ford         | 9      | Embragatge            | 19              |       |
| Ret | 35 | Hans Heyer         | Penske - Ford        | 9      | Transmissió           | 25              |       |
| Ret | 7  | John Watson        | Brabham - Alfa Romeo | 8      | Motor                 | 2               |       |
| Ret | 34 | Jean Pierre Jarier | Penske - Ford        | 5      | Transmissió           | 12              |       |
| Ret | 17 | Alan Jones         | Shadow - Ford        | 0      | Accident              | 17              |       |
| NVQ | 27 | Patrick Neve       | March - Ford         |        |                       |                 |       |
| NVQ | 36 | Emilio de Villota  | McLaren - Ford       |        |                       |                 |       |
| NVQ | 28 | Emerson Fittipaldi | Fittipaldi - Ford    |        |                       |                 |       |
| NVQ | 37 | Arturo Merzario    | March - Ford         |        |                       |                 |       |
| NVQ | 40 | Teddy Pilette      | BRM                  |        |                       |                 |       |

## Altres
- Pole: Jody Scheckter 1' 53. 07

- Volta ràpida: Niki Lauda 1' 55. 990 (a la volta 28)